# Anses des Tourbillons
Die Anses des Tourbillons (französisch für Buchten der Wirbelwinde) sind eine Doppelbucht im Norden der Gouverneur-Insel im Géologie-Archipel vor der Küste des ostantarktischen Adelielands.
Französische Wissenschaftler benannten sie 1977.